# Kurt Horta
Kurt Enrique Horta Cáceres (Talca, Chile, 25 de noviembre de 1949) es un ex piloto de motociclismo y automovilismo chileno, campeón en tres oportunidades de la Fórmula 3 Chilena (1983, 1984 y 1990), es conocido en el mundo de las carreras bajo el apodo de "Kuto".

## Inicio en el deporte motor
Desde niño que estuvo ligado a los motores, ya que su padre poseía un taller mecánico en Talca y además era miembro del grupo acrobático "Los casacas negras".

## Carrera profesional
Comenzó a competir en motos. Luego pasó al motocross donde llegaría a ser campeón chileno en catorce oportunidades y en otras cuatro campeón latinoamericano. Participó además en Estados Unidos y Europa, estando presente en dos mundiales.
Luego comenzó a correr en autos, participando en "6 horas de Chile" competencia realizada en el Autódromo de Las Vizcachas en 1971 y un año después debutó en la Fórmula 4 Chilena (desde 1984 pasó a ser Fórmula 3), durante una carrera en Peñuelas ocupando la sexta posición. En 1973 volvió a tomar parte de una prueba de Fórmula 4, esta vez en Las Vizcachas.
Entre 1976 y 1980 tuvo muy buenos resultados en la Fórmula 4, terminando en un tercer lugar del campeonato en 1979 y quinto en 1980. Al año siguiente pasó al mejor equipo de ese entonces, el Viceroy Racing Team, junto a destacados pilotos como Sergio Santander y Juan Carlos Ridolfi.
En 1983 pasó a ser piloto número uno de Viceroy y ganó el campeonato de manera anticipada, ganando 7 de 13 carreras. Fue el último piloto en ser campeón de la Fórmula 4 ya que al año siguiente comenzó a llamarse Fórmula 3.
En 1984 disputó la Fórmula 3 y fue su primer campeón, ganando el título a solo 1 punto de diferencia de Juan Carlos Ridolfi, conseguido en la última fecha donde Kurt tuvo un abandono y Ridolfi ocupa la segunda posición en la carrera, obteniendo el puntaje insuficiente para ser campeón. En 1985 corre bajo la escudería John Player Special, y sigue como coequipo de Giuseppe Bacigalupo, donde obtiene el segundo lugar en el campeonato y 2 triunfos que ayudaron a su coequipo a salir campeón y obtener el título de equipos. en 1986 es director técnico del equipo John Player Special y corre tres fechas bajo la escudería Lubricantes Gulf, en 1987 regresa a las pistas para participar todo el campeonato bajo nuevamente el equipo Viceroy donde obtiene dos triunfos y el segundo lugar de la clasificación general con 37 puntos, a fines de ese año, se va a vivir a la ciudad de Temuco y en 1988 corre la primera fecha bajo el equipo Fuji y desde la sexta fecha corre bajo la escudería Unocal 76 donde obtiene dos triunfos y lo hace quedar en el tercer lugar de la clasificación general. En 1989 vuelve a correr ya comenzado el campeonato, específicamente en la quinta fecha, donde obtiene nuevamente el tercer lugar con tres triunfos en las 7 carreras que compitió. Su tercer y último título nacional fue en 1990 en donde tuvo 5 triunfos y 8 podios corriendo por el equipo Remolques Goren donde obtiene un total de 61 puntos. ganándole el título al campeón vigente Santiago Bengolea en la penúltima fecha en las Vizcachas. En 1991 nuevamente se cambia a la escudería Cerveza Escudo, donde es coequipo de Héctor Sotomayor y obtiene tres triunfos y nuevamente el subcampeonato.
En 1992 no se retira del todo de las competencias y está de comentarista en las transmisiones del automovilismo por televisión, ese mismo año compite en las 3 Horas Nissan Sentra donde es el vencedor haciendo dupla junto a Mauricio Bustos, en 1993 nuevamente regresa a mediados de campeonato bajo la escudería Topper-Lubricantes Elf donde obtiene el sexto lugar del campeonato, para retirarse definitivamente de las competencias de monoplaza al finalizar la temporada en curso. El año 2001 regresa al automovilismo y compite en el Rally Mobil con un Subaru Impreza WRX en el equipo Metrópolis-Intercom, siendo subcampeón de la categoría N-4.
Actualmente es director del campeonato Rally Mobil.